# 貨櫃屋

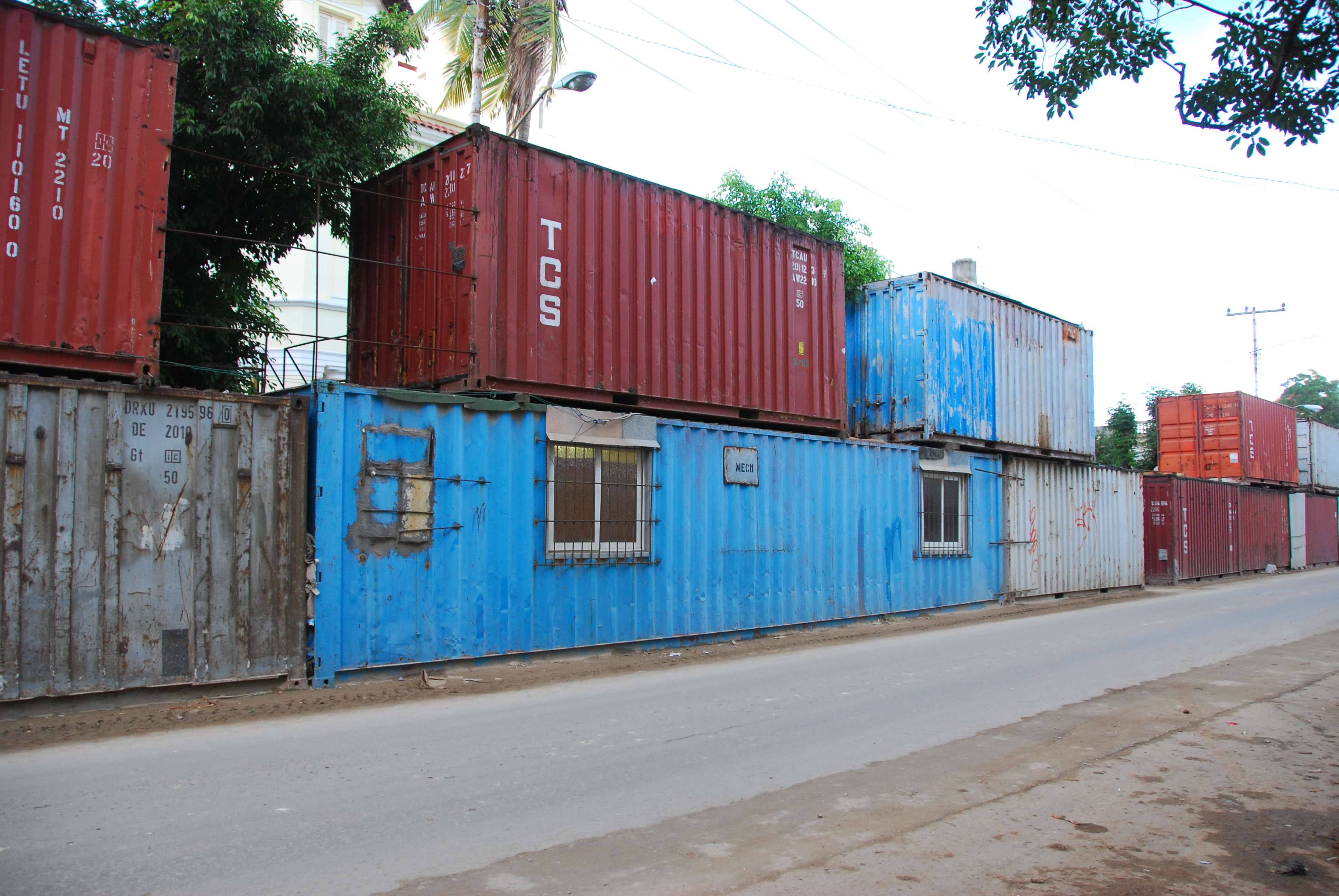
古巴貨櫃屋

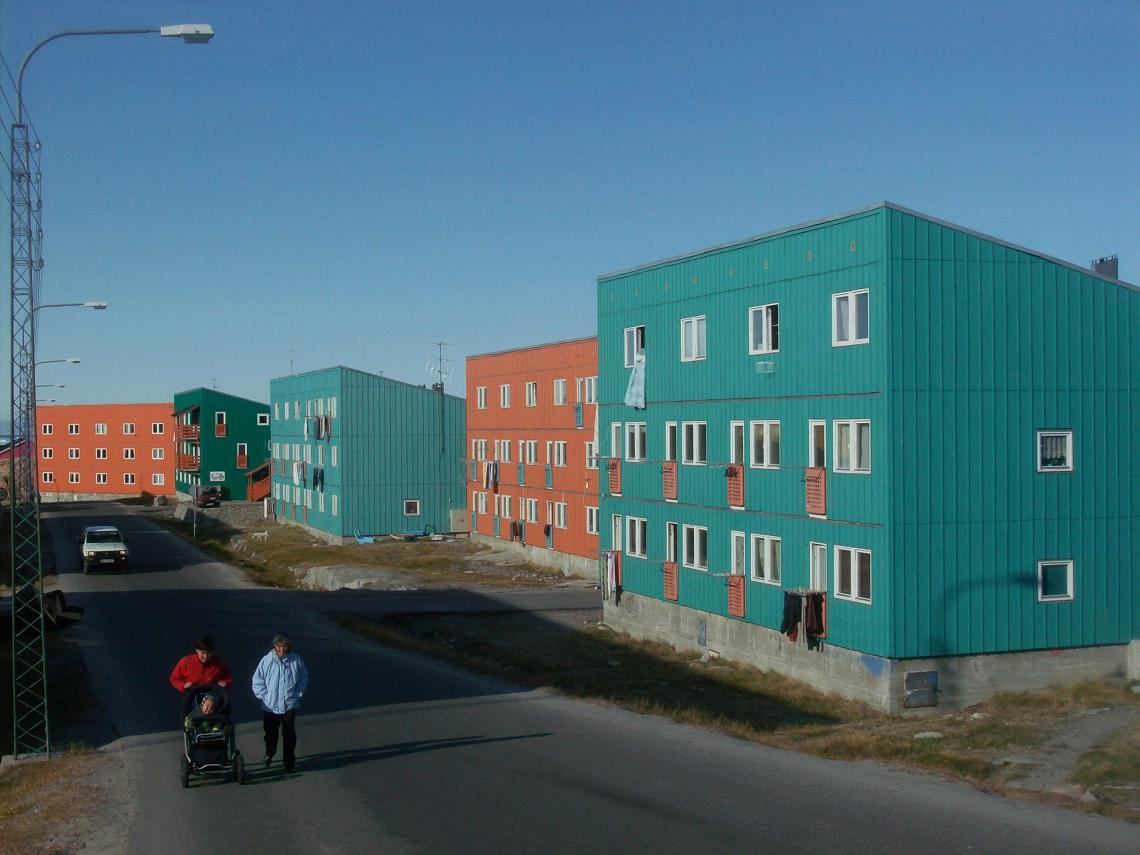
格陵蘭貨櫃屋改造房

貨櫃屋亦稱貨櫃房屋，是一種將航運業使用的貨櫃改裝而成的小型房屋。
一般貨櫃屋所使用的貨櫃，多以海運公司因貨櫃使用年限已屆而退役（淘汰）的貨櫃為材料，並將其收購、改裝。貨櫃屋通常做為倉庫或臨時性質的辦公室、住宅、宿舍使用。近年來還有改裝成可移動式的資料中心或機房，供災害備援等用途使用。
在香港，這些貨櫃屋常見於鄉郊地方或建築地盤內。
英国女王的钻石婚庆典期间，曾在女王的温莎堡建造一座由75个集装箱构成的临时酒店，用以为600名来自世界各地的表演者提供住宿。

## 另見
- 装配式建筑
- 方舱